# Jean-Luc Kayser
Pour les articles homonymes, voir Kayser.
Jean-Luc Kayser, parfois orthographié Kaiser, est un comédien français.
Spécialisé dans le doublage, il est la voix française régulière de Jonathan Pryce, Stephen Collins et Michael Emerson ainsi que celle de Woody Allen depuis le milieu des années 1990.

## Biographie
Jean-Luc Kayser commence sa carrière d'acteur principalement par le théâtre à partir de 1966. Pendant plus de 22 ans, il a joué de nombreux auteurs : Beaumarchais, Molière, Courteline, Labiche, Marivaux, Goldoni, Václav Havel, Pirandello, Victor Hugo, Camus, Valéry, Claudel, Rostand, T. S. Eliot, Hofmannsthal, Shakespeare, Pagnol, etc.
Parallèlement il a pratiqué la pantomime pendant une dizaine d'années.
Dans les années 1970, il tourne des rôles importants pour la télévision. Ce n'est qu'au début des années 1980 que le théâtre va le mener vers le doublage.
Outre Jonathan Pryce et Woody Allen, il prête entre autres sa voix à Michael Emerson (Benjamin Linus dans la série Lost : Les Disparus ou Harold Finch dans la série Person of Interest, diffusées sur TF1).

## Filmographie
- 1974 : Le Vagabond : Mario
- 1976 : La Vérité ne tient qu'à un fil : Bertrand
- 1977 : Bonsoir chef : le maréchal des logis Dubreuil
- 1980 : Éclipse sur un ancien chemin vers Compostelle
- 1980 : Les Dossiers de l'écran : Lawrence - épisode Le Président est gravement malade
- 1981 : La Vie des autres : le chirurgien - épisode Christophe
- 1983 : L'Ange foudroyé (téléfilm)
- 1985 : Chateauvallon
- 1985 : Visage de chien : le mari de Monique
- 1987 : Les Cinq Dernières Minutes : le père - épisode Mort d'Homme
- 2018 : Le Collier rouge de Jean Becker : l'officier

## Doublage

### Cinéma

#### Films
Les dates en italique correspondent aux sorties initiales des films dont Jean-Luc Kayser a assuré le redoublage.
- Jonathan Pryce dans :
  - Les Aventures du baron de Münchhausen (1988) : Horatio Jackson
  - Demain ne meurt jamais (1997) : Elliot Carver
  - L'Affaire du collier (2001) : cardinal Louis de Rohan
  - Amours suspectes (2002) : Victor Foxjo
  - Ce dont rêvent les filles (2003) : Alistair Payne
  - De-Lovely (2003) : Gabriel
  - Pirates des Caraïbes : La Malédiction du Black Pearl (2003) : Weatherby Swann
  - Les Frères Grimm (2005) : général Delatombe
  - Pirates des Caraïbes : Le Secret du coffre maudit (2006) : Weatherby Swann
  - Pirates des Caraïbes : Jusqu'au bout du monde (2007) : Weatherby Swann
  - Jeux de dupes (2008) : C.C. Frazier
  - G.I. Joe : Le Réveil du Cobra (2009) : le président des États-Unis
  - G.I. Joe : Conspiration (2013) : le président des États-Unis
  - La Femme au tableau (2015) : le chef de la justice William Rehnquist
  - The Wife (2017) : Joseph "Joe" Castleman
  - L'Homme qui tua Don Quichotte (2018) : Don Quichotte
  - Les Deux Papes (2019) : le cardinal Jorge Mario Bergoglio, futur pape François

- Woody Allen dans :
  - Maudite Aphrodite (1995) : Lenny Wentrib
  - Tout le monde dit I love you (1996) : Joe Berlin
  - Harry dans tous ses états (1997) : Harry Block
  - Les Imposteurs (1998) : le directeur de casting
  - Accords et Désaccords (1999) : lui-même
  - Escrocs mais pas trop (2000) : Ray Winkler
  - Company Man (2000) : Lowther
  - Morceaux choisis (2000) : Tex Cowley
  - Le Sortilège du scorpion de jade (2001) : C.W. Briggs
  - Hollywood Ending (2002) : Val Waxman
  - La Vie et tout le reste (2003) : David Dobel
  - Scoop (2006) : Sid Waterman
  - To Rome With Love (2012) : Jerry
  - Apprenti Gigolo (2013) : Murray

- James Rebhorn dans : 
  - Basic Instinct (1992) : Dr McElwaine
  - Lorenzo (1992) : Ellard Muscatine
  - Personnel et confidentiel (1996) : John Merino
  - Pluto Nash (2002) : Belcher
  - L'Enquête (2009) : le procureur général de New York

- Stephen Tobolowsky dans :
  - Mississippi Burning (1988) : Clayton Townley
  - Wedlock (1991) : Warden Holliday
  - Buried (2010) : Alan Davenport

- Chevy Chase dans :
  - Le sapin a les boules (1989) : Clark Griswold
  - Les Aventures d'un homme invisible (1992) : Nick Halloway
  - Jour blanc (2000) : Tom Brandston

- Gary Cole dans :
  - Un plan simple (1998) : Neil Baxter
  - Intuitions (2000) : David Duncan
  - Dodgeball ! Même pas mal ! (2004) : Cotton McKnight

- John Finn dans :
  - Arrête-moi si tu peux (2002) : le directeur assistant Marsh
  - Mary (2017) :  Aubrey Highsmith
  - Ad Astra (2019) : le général Stroud

- Edward Herrmann dans :
  - Mrs. Soffel (1984) : Warden Peter Soffel
  - Quand l'esprit vient aux femmes (1993) : Ed Devery

- David Clennon dans :
  - Parle à mon psy, ma tête est malade (1988) : Lawrence Baird
  - La Main droite du diable (1988) : Jack Carpenter

- Richard Jenkins dans :
  - Pas de vacances pour les Blues (1993) : Frank
  - Sous surveillance (2012) : Jed Lewis

- Mark Harmon dans :
  - Wyatt Earp (1994) : shérif Johnny Behan
  - Las Vegas Parano (1998) : un reporter de magazine au Mint 400

- Larry Miller dans :
  - Le Professeur foldingue (1996) : Dean Richmond
  - La Famille foldingue (2000) : Dean Richmond

- Geoffrey Rush dans :
  - Les Misérables (1998) : l'inspecteur Javert
  - Le Tailleur de Panama (2001) : Harold 'Harry' Pendel

- Peter McRobbie dans :
  - Snake Eyes (1998) : Gordon Pritzker
  - Lincoln (2012) : George H. Pendleton

- Patrick Malahide dans :
  - Ordinary Decent Criminal (2000) : le commissaire Daly
  - Like Minds (2006) : le directeur de l'école

- Jeffrey Tambor dans :
  - Hellboy (2004) : Tom Manning
  - Hellboy 2 (2008) : Tom Manning

- 1940[2] : Arizona : Jefferson Carteret (Warren William)
- 1941[3] : L'Homme de la rue : Henry Connell (James Gleason)
- 1946[4] : Cape et poignard : le Pr Alvah Jesper (Gary Cooper)
- 1955[3] : Cinq fusils à l'ouest : Hale Clinton (Mike Connors)
- 1971[5] : Duel : le pompiste de la première station-service (Tim Herbert)
- 1978 : The Big Fix : Howard Eppis (F. Murray Abraham)
- 1979 : Les Vampires de Salem : Larry Crockett (Fred Willard)[6]
- 1984[7] : Amadeus : Comte Orsini-Rosenberg (Charles Kay)
- 1984 : Les Guerriers des étoiles : Jason (Robert Urich)
- 1985 : Recherche Susan désespérément : Wayne Nolan (Will Patton)
- 1985 : Profession : Génie : professeur Jerry Hathaway (William Atherton)
- 1985 : Sale temps pour un flic : Nick Kopalas (Joe Guzaldo)
- 1986 : Le monde des maudits : Anderson (Garrick Dowhen)
- 1986 : Sans pitié : Paul Deveneux (Terry Kinney)
- 1986 : À fond la fac : professeur Terguson (Sam Kinison)
- 1986 : Aliens, le retour : lieutenant William Gorman (William Hope)
- 1986 : Le Projet Manhattan : membre de l'aide gouvernementale (Richard E. Council (en))
- 1987 : Baby Boom : Steven Buchner (Harold Ramis)
- 1987 : Ishtar : Jim Harrison (Charles Grodin)
- 1987 : Roxanne : Mayor Deebs (Fred Willard)
- 1987 : Mannequin : Armand (Christopher Maher)
- 1988 : Meurtre à Hollywood : Alfie Alperin (Malcolm McDowell)
- 1988 : Piège de cristal : Dwayne Robinson (Paul Gleason)
- 1988 : Cop : le capitaine Fred Gaffney (Raymond J. Barry)
- 1988 : Poltergeist 3 : Dr Seaton (Richard Fire)
- 1988 : Moonwalker : Frank Lideo / Mr. Big (Joe Pesci) (1er doublage)
- 1988 : La Dernière Tentation du Christ : Paul (Harry Dean Stanton)
- 1988 : Rain Man : le médecin généraliste (Kim Robillard)
- 1988 : Sur le fil du scalpel : Scott Morofsky (Chris Mulkey)
- 1989 : Les Indians : Roger Dorn (Corbin Bernsen)
- 1989 : Fantômes d'amour : Bob Anderson (Terry O'Quinn)
- 1989 : Vidéokid : L'Enfant génial : Putnam (Will Seltzer (en))
- 1989 : Un héros comme tant d'autres : Larry (Jonathan Hogan)
- 1989 : Le Carrefour des innocents : Richard Doolan (Graham Beckel)
- 1990 : Y a-t-il un exorciste pour sauver le monde ? : Braydon Aglet (Thom Sharp)
- 1990 : RoboCop 2 : Officier Alex J. Murphy / RoboCop (Peter Weller)
- 1990 : À la poursuite d'Octobre rouge : Ivan Poutine (Peter Firth)
- 1990 : Air America : Major Donald Lemond (Ken Jenkins)
- 1990 : Aux sources du Nil : Edgar Papworth (Roger Rees)
- 1990 : Le Bûcher des vanités : l'inspecteur Goldberg (Norman Parker)
- 1990 : Affaires privées : Steven Arrocas (John Kapelos)
- 1990 : L'Éveil : le Dr Kaufman (John Heard)
- 1990 : Xtro 2 : Activités extra-terrestres : le Dr Alex Summerfield (Paul Koslo)
- 1991 : The Rocketeer : Malcolm (Eddie Jones)
- 1991 : Point Break : l'agent Ben 'Harp' Harper (John C. McGinley)
- 1991 : Double enfer : le Dr Denton Boothe (Jack Kehoe)
- 1991 : Jungle Fever : Leslie (Brad Dourif)
- 1992 : Simetierre 2 : Frank, le réalisateur (Len Hunt)
- 1992 : La Nuit du défi : Eddie Detton (Marshall Bell)
- 1992 : Chérie, j'ai agrandi le bébé : Dr Charles Hendrickson (John Shea)
- 1992 : Obsession fatale : Roger Graham (Ken Lerner)
- 1992 : Jeux de guerre : Geoffrey Watkins (Hugh Fraser)
- 1992 : Evil Dead 3 : le seigneur Arthur (Marcus Gilbert)
- 1992 : Bodyguard : Greg Portman (Tomas Arana)
- 1992 : Le démon des armes : Mr. Kincaid (Michael Ironside)
- 1993 : Un jour sans fin : Larry (Chris Elliott)
- 1993 : Le Concierge du Bradbury : Mr. Himmelman (Udo Kier)
- 1993 : Cliffhanger : Traque au sommet : l'agent Hayes (Scott Hoxby)
- 1993 : À la recherche de Bobby Fischer : le directeur du tournoi d'échecs (Dan Hedaya)
- 1993 : Indiscrétion assurée : Thomas Hassrick (John Rubinstein)
- 1993 : Made in America : Mr. Alden (David E. Kazanjian)
- 1993 : Midnight Witness : le capitaine McCarthy (Andy Romano)
- 1994 : Junior : Noah Banes (Frank Langella)
- 1994 : Timecop : le sénateur Aaron McComb (Ron Silver)
- 1994 : La Rivière sauvage : Tom Hartman (David Strathairn)
- 1994 : Opération Shakespeare : Jack Markin (Ed Begley Jr.)
- 1994 : Ed Wood : un docteur (Ray Baker)
- 1994 : Rends la monnaie, papa : Robert « Bobby » Drace (Saul Rubinek)
- 1995 : Nixon : E. Howard Hunt (Ed Harris)
- 1995 : Dead Man : le missionnaire (Alfred Molina)
- 1995 : Meurtre en suspens : Brendan Grant (Peter Strauss)
- 1995 : Meurtre à Alcatraz : procureur de district William McNeil (William H. Macy)
- 1995 : Orky : Mack Miller (Morris Panych)
- 1996 : Basquiat de Julian Schnabel : Tom Kruger (Chuck Pfeiffer)
- 1997 : Mémoires suspectes : Michael Stratton (Duncan Fraser)
- 1997 : Ennemis rapprochés : Billy Burke (Treat Williams)
- 1997 : L'Or de la vie : le shérif Bll Floyd (J. Kenneth Campbell)
- 1997 : La Piste du tueur : le député Nate Booker (Ted Levine)
- 1997 : Hana-bi : Horibe (Ren Osugi)
- 1997 : La Prisonnière espagnole : le chef d'équipe du FBI (Ed O'Neill)
- 1998 : Very Bad Things : Adam Berkow (Daniel Stern)
- 1998 : Celebrity : Jay Tepper (Gerry Becker)
- 1998 : Un élève doué : Edward French (David Schwimmer)
- 1998 : Deep Impact : Chuck Hotchner (Gary Werntz)
- 1998 : C'est pas mon jour ! : le docteur Jarvis (Michael Jeter)
- 1999 : Man on the Moon : lui-même (David Letterman)
- 2000 : Mafia parano : Dexter Helvenshaw (Mitch Pileggi)
- 2000 : Red Eye : Sous haute pression : William Keefe (Jack Scalia)
- 2000 : La Légende de Bagger Vance : Frank Greaves (Trip Hamilton)
- 2001 : The Majestic : Ernie Cole (Jeffrey DeMunn)
- 2001 : Vanilla Sky : Raymond Tooley (Jeff Weiss)
- 2001 : Hannibal : l'agent des affaires internes de Larkin Wayne (Harold Ginn)
- 2002 : La Somme de toutes les peurs : le Président Robert 'Bob' Fowler (James Cromwell)
- 2002 : Bad Company : Roland Yates (John Slattery)
- 2002 : Possession : Blackadder (Tom Hickey)
- 2002 : Star Trek : Nemesis : le préteur Hiren (Alan Dale)
- 2003 : Le Maître du jeu : Birk (David Dwyer)
- 2004 : Out of Time : Dr Frieland (James Murtaugh)
- 2004 : Ray : Sam Clark (Kurt Fuller)
- 2004 : Lolita malgré moi : l'arbitre des Mathlètes (Bruce Hunter)
- 2005 : Un coup de tonnerre : Charles Hatton (Ben Kingsley)
- 2005 : Braqueurs amateurs : agent de validation Spencer (Bob Morrisey)
- 2005 : Munich : le général Zamir (Ami Weinberg)
- 2006 : Blood Diamond : ambassadeur Walker (Stephen Collins)
- 2006 : Inside Man : L'Homme de l'intérieur : le Maire (Peter Kybart)
- 2006 : Firewall : Arlin Forester (Alan Arkin)
- 2007 : Bataille à Seattle : Dr Maric (Rade Šerbedžija)
- 2007 : Transformers : le directeur adjoint des opérations nationales (Tom Everett)
- 2008 : L'Échange : Dr Jonathan Steele (Denis O'Hare)
- 2008 : Le Jour où la Terre s'arrêta : professeur Bernhardt (John Cleese)
- 2008 : Harvey Milk : le maire George Moscone (Victor Garber)
- 2009 : Phénomènes paranormaux : Abel Campos (Elias Koteas)
- 2009 : Jusqu'en enfer : Leonard Dalton (Chelcie Ross)
- 2009 : L'Abominable Vérité : Stuart (Nick Searcy)
- 2009 : Crazy Heart : Jack Greene (Paul Herman)
- 2010 : Wall Street : L'argent ne dort jamais : le secrétaire de la trésorerie (John Bedford Lloyd)
- 2011 : Sans identité : Strauss (Rainer Bock)
- 2011 : X-Men : Le Commencement : le directeur de la CIA (Matt Craven)
- 2013 : Effets secondaires : un collègue de Banks (Peter Friedman)
- 2013 : Upside Down : William Lagavulin (James Kidnie)
- 2013 : Le Loup de Wall Street : Jerry Fogel (Stephen Kunken)
- 2013 : Red 2 : Davis (Garrick Hagon)
- 2018 : Driven : Bill (Jamey Sheridan)
- 2019 : Marriage Story : Bert Spitz (Alan Alda)

#### Films d'animation
- 1950 : Cendrillon : le Grand Duc (Luis van Rooten) (2e doublage)
- 1990 : Bernard et Bianca au pays des kangourous : François (Ed Gilbert)
- 2002 : Cendrillon 2 : le Grand Duc (Rob Paulsen)
- 2003 : Kim Possible : La Clé du temps : Lord Hugo Rille (Tom Kane)
- 2008 : Star Wars: The Clone Wars : l'amiral Yularen (Tom Kane)

### Télévision

#### Téléfilms
- Bruce Davison dans : 
  - Les Aventures de Flynn Carson : Le Secret de la coupe maudite (2008) : le professeur Lazlo / Vlad
  - Secousse sismique (2009) : Dr Mark Rhodes
  - Des souvenirs pour Noël (2009) : Rod
- Michael Gross dans : 
  - L'Enfer blanc (1994) : Kevin Mulligan
  - Le chien qui a sauvé Noël (2012) : Ned McFinnegan
- Stephen Collins dans : 
  - Face au silence (1995) : Roger Billingsley
  - Prenez garde à la baby-sitter ! (1996) : Bill Bartrand
- Colm Feore dans : 
  - Pancho Villa (2003) : D.W. Griffith
  - 24 heures chrono : Redemption (2008) : Henry Taylor
- 1984 : Nuits secrètes : prince Abdullah / roi Abdullah (Anthony Higgins)
- 1985 : Un printemps de glace : Dr. Redding (Terry O'Quinn)
- 1988 : Jack l'Éventreur : Sir Charles Warren (Hugh Fraser)
- 1990 : Démons intérieurs : Norman De Roin (John Rubinstein)
- 1991 : Confusion tragique : Dr. Purchio (Patrick Thomas O'Brien)
- 1991 : La force de vaincre : Andrew Gibson (Robert Desiderio)
- 1992 : Doute cruel (en) : l'avocat Jim Vos Burgh (John C. McGinley)
- 1992 : Dans les bras d'un tueur (en) : Brian Venible (Michael Nouri)
- 1992 : New York, alerte à la peste : Kaprow (Tom Mardirosian)
- 1993 : L'Affaire Amy Fisher : Désignée coupable : détective Marty Algar (J.E. Freeman)
- 1993 : Danielle Steel : Battement de cœur : Steven Towers (Kevin Kilner)
- 1993 : La condamnation de Catherine Dodds : le procureur de district (Bob Thomas)
- 1994 : Au nom de la vérité : le procureur de district (Tom Butler)
- 1994 : Honore ton père et ta mère : la véritable histoire des meurtres de Menendez : Dr. Jerome Oziel (Stanley Kamel)
- 1994 : Les rapides de la mort : Dan Cutler (Alan Alda)
- 1996 : Disparue dans la nuit : Gerry Harbin (John Finn)
- 1997 : Ms. Scrooge : un esprit (Shaun Austin-Olsen)
- 1997 : La météorite du siècle : le colonel militaire (Dale Wilson)
- 1997 : Mort sur le toit du monde : Rob Hall (Nathaniel Parker)
- 1998 : Dangereuse obsession : Hayden Walker (Scott Wilkinson)
- 1999 : Destins confondus : Bert Wells (Ron Snyder)
- 2000 : Haute voltige sur Miami : le lieutenant Brian Margate (Ron Silver)
- 2000 : Point limite : général Stark (Bill Smitrovich)
- 2000 : Meurtre en scène : le lieutenant (Gerald Lenton-Young)
- 2000 : L'affaire Mary Kay Letourneau : John Schmitz (Christopher Bondy)
- 2000 : Randonnée fatale : Garde de sécurité no 1 (Kenneth W. Yanko)
- 2001 : Le Royaume des voleurs : le shérif de Nottingham (Malcolm McDowell)
- 2001 : Une famille meurtrie : l'inspecteur Felton (Marc Vann)
- 2002 : L'Enfer à domicile : le procureur de district (Garry Chalk)
- 2002 : Meurtre à Greenwich : l'homme de Maryland (Stephen Papps)
- 2002 : Mary Higgins Clark : Vous souvenez-vous ? : Dr. Garner (Diego Matamoros)
- 2003 : Regards coupables : détective Zamora (Tony Calabretta)
- 2003 : Face à son destin : Harrison (John MacLaren)
- 2003 : Chantage mortel : T. Wallace (William MacDonald)
- 2004 : Trois filles, trois mariages, un tour du monde ! : M. Littman (Larry Anderson) et Jake (Marc Hershon)
- 2005 : Coup de foudre royal : le prince Philip (Peter Egan)
- 2006 : Dresde 1945, chronique d'un amour : Carl Mauth (Heiner Lauterbach)
- 2007 : Des yeux dans la nuit : le shérif Birch (Ray Baker)
- 2009 : Croqueuse d'hommes : Tripper Mason (Gary Grubbs)
- 2010 : La Guerre des guirlandes : Stu Jones (Matt Frewer)
- 2012 : Hemingway and Gellhorn : John Dos Passos (David Strathairn)

#### Séries télévisées
- Stephen Collins dans (10 séries) :
  - Les Sœurs Reed (1995-1996) : Dr Gabriel « Gabe » Sorenson (16 épisodes)
  - Sept à la maison (1996-2007) : le révérend Eric Camden (242 épisodes)
  - New York, unité spéciale (2008) : Pierson Bartlett (saison 9, épisode 18)
  - Private Practice (2009-2011) : le capitaine Montgomery (4 épisodes)
  - Brothers & Sisters (2010) : Charlie (saison 5, épisode 4)
  - Super Hero Family (2010-2011) : Dr Dayton King
  - The Office (2011) : Walter Bernard, Sr. (saison 8, épisode 4)
  - Scandal (2013) : Reed Wallace (saison 2, épisode 8)
  - Devious Maids (2013) : Philippe Delatour (6 épisodes)
  - Revolution (2013-2014) : Dr Gene Porter (22 épisodes)

- Michael Gross dans (7 séries) :
  - Sacrée Famille (1982-1989) : Steven Keaton (172 épisodes)
  - Urgences (2001-2004) : John « Jack » Carter Jr. (6 épisodes)
  - New York, unité spéciale (2002) : Arthur Esterman (saison 4, épisode 4)
  - New York, section criminelle (2002) : Dr Charles Webb (saison 1, épisode 12)
  - Tremors (2003) : Burt Gummer (13 épisodes)
  - How I Met Your Mother (2006-2011) : Alfred Mosby (3 épisodes)
  - Drop Dead Diva (2011) : le principal Blake (saison 3, épisode 5)

- Jeffrey DeMunn dans (5 séries) :
  - New York, police judiciaire (1993-2008) : le professeur Norman Rothenberg (8 épisodes)
  - La Tempête du siècle (1999) : Robbie Beals (mini-série)
  - The Walking Dead (2010-2012) : Dale Horvath (19 épisodes)
  - Chicago Fire (2012) : Peter (saison 1, épisode 2)
  - Mob City (2013) : Hal Morrison (6 épisodes)

- Michael Emerson dans (5 séries) : 
  - Lost : Les Disparus (2006-2010) : Benjamin « Ben » Linus / Henry Gale (79 épisodes)
  - Parenthood (2011) : Andy Fitzgerald (saison 2, épisode 16)
  - Person of Interest (2011-2016) : Harold Finch (103 épisodes)
  - Arrow (2017-2018) : Cayden James (7 épisodes)
  - Evil (depuis 2019) : Dr Leland Townsend (31 épisodes - en cours)

- Matt Frewer dans (4 séries) : 
  - Au-delà du réel : L'aventure continue (1996) : Norman Glass (saison 2, épisode 7)
  - Eureka (2006-2012) : Jim Taggart (18 épisodes)
  - La Maison sur le lac (2011) : Sid Noonan (mini-série)
  - Flynn Carson et les nouveaux aventuriers (2014-2015) : Dulaque (5 épisodes)

- Timothy Carhart dans : 
  - 24 Heures chrono (2002) : Eric Rayburn
  - New York, section criminelle (2007) : Dr Strauss (saison 6, épisode 18)
  - Lie to Me (2009) : Jerry Conway (saison 2, épisode 3)

- Gary Cole dans :
  - À la Maison-Blanche (2003-2006) : le vice-président Robert « Bob » Russell
  - Psych : Enquêteur malgré lui (2008) : Cameron Luntz (saison 3, épisode 8)
  - Chuck (2008) : Jack Burton (saison 2, épisode 10)

- John Finn dans : 
  - Cold Case : Affaires classées (2003-2010) : le lieutenant John Stillman (156 épisodes)
  - NCIS : Enquêtes spéciales (2011-2017) : le général Charles T. Ellison (3 épisodes)
  - Madam Secretary (2014) : Allen Bollings (saison 1, épisode 5)

- Richard Belzer dans : 
  - Homicide (1993-1999) : l'inspecteur John Munch
  - New York, police judiciaire (1996-2000) : l'inspecteur John Munch

- Michael Des Barres dans : 
  - Melrose Place (1996-1997) : Arthur Field
  - NCIS : Enquêtes spéciales (2012) : Del Finney (saison 10, épisode 3)

- Tzi Ma dans : 
  - Le Flic de Shanghaï (1998-1999) : Lee Hei (5 épisodes)
  - Once Upon a Time (2013-2016) : le Dragon (3 épisodes)

- David Strathairn dans : 
  - Les Soprano (2004) : Robert Wegler
  - Monk (2008) : Patrick Kloster (saison 7, épisode 2)

- Bruce Davison dans : 
  - Close to Home : Juste Cause (2005-2007) : Doug Hellman (13 épisodes)
  - The L Word (2007) : Leonard Kroll (3 épisodes)

- Victor Garber dans : 
  - Justice (2006-2007) : Ron Trott (13 épisodes)
  - Nurse Jackie (2009) : Neil Nutterman (saison 1, épisodes 11 et 12)

- Denis Lawson dans : 
  - Jekyll (2007) : Peter Syme (mini-série)
  - Meurtres au paradis (2018) : Philip Marston (saison 7, épisode 1)

- David Paymer dans : 
  - The Good Wife (2009-2016) : juge Richard Cuesta
  - Perception (2013-2014) : Rueben Bauer

- Jonathan Pryce dans :
  - Tales from the Loop : (2020) : Russ
  - The Crown (2022-2023) : le prince Philip Mountbatten

- 1981-2004 : Un cas pour deux : Hermann Josef Matula (Claus Theo Gärtner) (1re voix, saisons 1 à 24)
- 1983 : La Vengeance aux deux visages : Greg Marsden (James Reyne)
- 1984 : Les Aventures du jeune Patrick Pacard : Oberst Okland (Knut Hinz)
- 1988 : Les Orages de la guerre : Paul Blobel (Kenneth Colley)
- 1991 / 1993 : Les Contes de la crypte : l'inspecteur Robinson (Paul Gleason) (saison 3, épisode 7), Colin (Charles Martin Smith) (saison 5, épisode 12) et Frank Bobo (Robert Picardo) (saison 5, épisode 13)
- 1992 : Pour une poignée de diamants : William Whitfield (Anthony Andrews) (mini-série)
- 1993-1994 : X-Files : Aux frontières du réel : un opérateur de la NASA (?) (saison 1, épisode 9) et l'inspecteur Nettles (Frank Ferrucci) (saison 2, épisode 7)
- 1993-1999 : Les Dessous de Palm Beach : capitaine Harry Lipchitz (Charlie Brill)
- 1994 : New York, police judiciaire : juge Joel Thayer (David Groh) (saison 4, épisode 14)
- 1994-1999 : Chicago Hope : La Vie à tout prix : Jonathan Saunders (Ken Lerner)
- 1995 / 1997 : New York Police Blues : Raymond DiSalvo (Jay Acovone) (saison 3, épisode 8) et Walter Hoyt (Michael David Lally) (saison 4, épisode 10)
- 1995-2000 : Au-delà du réel : L'aventure continue : Leviticus Mitchell (Dwight Schultz) (saison 1, épisode 19), Dr Martin Nodel (Ron Rifkin), Charlie Bouton (Tom Butler) (saison 4, épisode 15), Phil Krepuski (Malcolm Stewart) (saison 5, épisode 1) et le procureur général Wallace Gannon (Michael Moriarty) (saison 6, épisode 21)
- 1996 : Les Voyages de Gulliver : Dr Battes (James Fox)
- 1996 : Profit : Jack Walters (Scott Paulin)
- 1996-1998 : Diagnostic : Meurtre : Dr Frank Donati (Alan Rachins) (saison 4, épisode 7) et l'agent Ron Wagner (Harry Lennix)
- 1997-2004 : Stargate SG-1 : Dr Kleinhouse (David Hurtubise) (saison 1, épisode 13), Roshure (Kim Kondrashoff) (saison 2, épisode 3), l'ambassadeur anglais (Martin Evans) (saison 6, épisode 17) et le chef de cabinet de la Maison-Blanche (Jerry Wasserman) (saison 7, épisode 20)
- 1997-2005 : Tout le monde aime Raymond : Gianni (Jon Manfrellotti)
- 1998 : De la Terre à la Lune : Tom Kelly (Matt Craven) (mini-série)
- 1998 : Docteur Quinn, femme médecin : sénateur Dinston (Granville Van Dusen) (saison 6, épisode 14)
- 1998 : Dharma et Greg : M. Clayborn (Kevin Nealon) (saison 2, épisode 10)
- 1998 : Siska : Erich Branner (Ulrich Mühe) (saison 1, épisode 3)
- 1998 / 1999 : JAG : capitaine Ward (Art Hindle (en)) (saison 4, épisode 7) et M. Pappas (Vasili Bogazianos) (saison 5, épisode 9)
- 1998-1999 : Les Dessous de Veronica : Alec Bilson (Ron Silver)
- 1998 / 2003 : Inspecteur Barnaby : Brian Clapper (David Troughton) (saison 1, épisode 1) et Frank Webster (Jonathan Hyde) (saison 6, épisode 4)
- 1999 : Les Feux de l'amour : Keith Dennison (David Allen Brooks)
- 1999 : Friends : Frank Buffay Sr. (Bob Balaban) (saison 5, épisode 13)
- 1999-2003 : Farscape : Jack Crichton (Kent McCord)
- 2000 : Roswell : Ed Harding / Nasedo (Jim Ortlieb)
- 2000 : Hercule Poirot : l'inspecteur Davis (Gregor Truter) (saison 7, épisode 1)
- 2000 : Dark Angel : Edgar Sonrisa (Stanley Kamel) (saison 1, épisode 1)
- 2000 : Rex, chien flic : le parapsychologue (Michael Schottenberg) (saison 6, épisode 7) et Dr Clemens  (Stefan Matousch) (saison 6, épisode 8)
- 2000-2014 : New York, unité spéciale : Randolph Morrow (Andrew McCarthy) (saison 1, épisode 22), le lieutenant Ed Tucker (Robert John Burke) (1re voix, saisons 3 à 15) et un agent de l'AFT (Al Sapienza) (saison 12, épisode 24)
- 2001 : Preuve à l'appui : le superviseur de la menuiserie (Greg Allen Johnson) (saison 1, épisode 3)
- 2001 : The Practice : Bobby Donnell et Associés : l'avocat John Rapherson (James Rebhorn) et Dr Harold Manning (Thomas Kopache) (saison 6, épisode 7)
- 2002 : Le Protecteur : Thomas Paul (Ben Siegler)
- 2002 : The Shield : Jim Wright (Richard Portnow) (saison 1, épisode 6)
- 2002 : New York 911 : Joe (Gary Basaraba) (saison 3, épisode 20)
- 2002 : Le Renard : Arno Brandes (Wolfgang Häntsch) (saison 26, épisode 3)
- 2002 / 2004 : Monk : Dr Morris Lancaster (Dennis Boutsikaris) (saison 1, épisode 6) et Brent Donovan (Patrick Thomas O'Brien) (saison 3, épisode 7)
- 2003 : That '70s Show : l'agent Armstrong (Dan Castellaneta) (saison 6, épisode 5)
- 2003 : Angel : Jacob Crane (Braeden Marcott) (saison 5, épisode 3)
- 2003 : NCIS : Enquêtes spéciales : M. Walters (Mik Scriba) (saison 1, épisode 7)
- 2004 : État d'alerte : Mark Carrier (Joseph Ziegler)
- 2004 : Les Soprano : Manny Safier (Matthew Weiner) (saison 5, épisode 1)
- 2004 : New York, section criminelle : Terrence Boyd (Jay Patterson) (saison 4, épisode 4)
- 2005 : Desperate Housewives : l'inspecteur Copeland (Conor O'Farrell)
- 2005 : FBI : Portés disparus : le réceptionniste de l'hôtel (Ralph Meyering Jr.) (saison 2, épisode 3) et le shérif Paddon (Lindsey Ginter) (saison 3, épisode 20)
- 2005 : Boston Justice : Dwight Biddle (Michael McKean) (saison 2, épisode 7)
- 2005 : Blind Justice : Warren Doyle (Jim Abele) (saison 1, épisode 7)
- 2005 : Alias : Thomas Raimes (Nestor Serrano) (saison 4, épisode 17)
- 2005-2006 : DOS : Division des opérations spéciales : le colonel Eli McNulty (Dennis Hopper)
- 2006 : Kyle XY : l'inspecteur Jason Breen (Kurt Max Runte)
- 2006 : Rêves et Cauchemars : Will Tabor (Kim Gyngell) (saison 1, épisode 5)
- 2006 : The Closer : L.A. enquêtes prioritaires : M. Catalina (Kevin Dunn) (saison 2, épisode 7)
- 2006 : Veronica Mars : Ethan Lavoie (John Prosky)
- 2006 : The Unit : Commando d'élite : l'agent Bluman (Andy Umberger) (saison 1, épisode 12)
- 2006 : Grey's Anatomy : Chuck Eaton (Julio Oscar Mechoso) (saison 2, épisode 18)
- 2006 : Ghost Whisperer : James Sutherland (Time Winters) (saison 2, épisode 8)
- 2007 : Dirty Sexy Money : l'évêque (Robert Pine) (saison 1, épisode 10)
- 2007-2008 : Les Tudors : l'évêque John Fisher (Bosco Hogan (en))
- 2008-2009 : Eli Stone : Martin Posner (Tom Amandes)
- 2009 : The Killing : Flemming Rossing (Ole Lemmeke)
- 2009 : 24 Heures chrono : Henry Taylor (Colm Feore)
- 2009 : Lie to Me : le juge Simon (Tomas Arana) (saison 2, épisode 1)
- 2009 : Warehouse 13 : Gilbert Radburn (James Naughton) (saison 1, épisode 5)
- 2010 : Psych : Enquêteur malgré lui : J.T. Waring (Arnold Vosloo) (saison 4, épisode 12)
- 2010-2013 : Boardwalk Empire : le superviseur Frederick Elliot (Peter McRobbie)
- 2011 : Mentalist : Jed Stack (Steve Rankin) (saison 4, épisode 5)
- 2011 : Suits : Avocats sur mesure : l'avocat de M. Hunt (Matt Servitto) (saison 1, épisode 1)
- 2011 : Castle : Sal Malavolta (Peter Onorati) (saison 3, épisode 20)
- 2012 : Unforgettable : Sam Rhodes (Elias Koteas) (saison 1, épisode 22)
- 2012-2015 : Downton Abbey : Hugh « Shrimpie » MacClare (Peter Egan)
- 2013 : Esprits criminels : l'agent Malcolm Hollins (John M. Jackson) (saison 9, épisode 3)
- 2014 : Blacklist : Charles Lassiter (James Murtaugh) (saison 1, épisode 13)
- 2014-2016 : Ray Donovan : Ed Cochran (Hank Azaria)
- 2015-2017 : Silicon Valley : Pete Monahan (Matt McCoy (en)) (4 épisodes)
- 2016 : Crisis in Six Scenes : Sidney J. Munsinger (Woody Allen) (mini-série)
- 2019 : Emergence : Alan Wilkis (Seth Barrish) (3 épisodes)

#### Séries d'animation
- 1985[8] : Les Treize Fantômes de Scooby-Doo : Vincent van Spectre, Ectoplasmo
- 1985[9] : Les Enfants d'aujourd'hui : M. Jordan
- 1985-1988 : Denis la malice : Henri, le père de Denis
- 1988 : Molierissimo : D'Artagnan (1re voix), Cyrano de Bergerac (2de voix)
- 1993-1994 : Les Voyages de Corentin : le prince de Rochenoire
- 1994-1998 : Spider-Man, l'homme-araignée : Dr Octopus, Le Lézard (épisode 1), Joe Robertson, Blade et Silvermane
- 1996-2000 : Superman, l'Ange de Metropolis : Brainiac
- 1997-1998 : Princesse Sissi : Comte Arkas
- 2002-2003 : Mega Man NT Warrior : le comte Zap, Wackoman
- 2002-2007 : Kim Possible : Lord Hugo Rille
- 2008-2014 : Star Wars: The Clone Wars : l'amiral Yularen
- 2008 : Lost : Les Disparus, le jeu vidéo : Benjamin « Ben » Linus
- 2009[10] : Archer : Len Trexler (saison 1, épisode 8)

### Jeu vidéo
- 2007 : Pirates des Caraïbes : Jusqu'au bout du monde : Weatherby Swann